# سيسيليا بوم ويندت
سيسيليا بوم ويندت (من مواليد 4 مايو 1875) فيزيائية نمساوية أجرت بحثًا حول النشاط الإشعاعي.

## النشأة والتعليم
ولدت سيسيليا وندت في 4 مايو 1875 في تروباو، سيليزيا. درست في جامعة فيينا من عام 1896 إلى عام 1900، حيث نشرت بالقيم العقلانية للوظائف المثلثية،وحصلت على درجة الدكتوراه للبحث في الوظائف الخاصة ذات الأهمية في الفيزياء الرياضية.

## مهنة
في عام 1900، أصبحت أول امرأة تشغل منصب مدرس تحت المراقبة في صالة الألعاب الرياضية في فيينا للشابات (gymnasiale Mädchenschule). عملت في المعهد الفيزيائي بجامعة فيينا، للتحقيق في أن الإشعاع الناتج عن الراديوم خلق الموصلية الكهربائية في المواد العازلة (أثير البترول وزيت الفازلين). ثم حصلت على حركة الأيونات الناتجة.كانت متعاونة في الأبحاث مع مديرها في معهد Egon von Schweidler. 
في عام 1909، كانت هي وماريا سادزيفيتش المرأتين الوحيدتين في النمسا اللتان تنشران أوراق الفيزياء. في ذلك الوقت كانت نسبة 1٪ فقط من الفيزيائيين من النساء.